# Pierre de Ronsard
Pierre de Ronsard (født 11. september 1524 på La Poissonnière Slot, død 27. december 1585 i nærheden af Tours) var en fransk digter.
Den unge adelsmandssøn blev snart ked af studierne, man havde sat ham til, og trådte i fyrstetjeneste hos hertug Karl af Orléans (Frans 1. af Frankrigs søn), en tid også hos kong Jakob 5. af Skotland. I 1540 var han nær omkommet ved et skibbrud på en Skotlandsrejse.
Som medlem af diplomatiske sendelser kom han bl.a. til Tyskland (Rigsdagen i Speier), og til Norditalien nåede han også. Men en tidlig indtrædende døvhed bragte ham til at tage fat på studeringerne igen; han lod sig optage i det af Jean Dorat ledede gymnasium, hvor han havde Remi Belleau, Antoine de Baïf og den siden berømte filolog Marc-Antoine Muret, senere også Joachim du Bellay til meddisciple, og erhvervede sig i løbet af 7 år (1542—49) en meget solid filologisk og litterær dannelse.
Snart efter fremtrådte Ronsard som hovedmanden for en ny digterskole, "Plejaden", hvoraf også Du Bellay, Baïf, Belleau og tre andre unge mænd var medlemmer, og som hvis manifest Du Bellay's Défense et illustration de la langue française (1550) er at betragte. Det, de ville, var at dyrke modersmålet i poesi, men med oldtidens og den italienske renæssances mestre som mønstre; den døende, middelalderlige digtekunst ringeagtede de og havde ikke engang noget blik for dens store, svundne tid.
Ronsards første digte begynder at finde vej til publikum allerede i 1550'ernes første år; de stødte straks på uvilje og modstand, men snart førtes bevægelsen til sejr, og som dem ypperste i den poetiske syvstjerne vandt Ronsard et mægtigt ry. Dette var i virkeligheden også fortjent: han var en så begavet digter, at han ved sin sprogtone og i det hele i de ny klange, han anslog, har gjort epoke i Frankrigs åndelige liv, ikke blot i sprogudviklingen.
At nogle af hans digteriske kolleger førte den ny retning ud i karikaturen, og at han selv af og til kan blive for præciserende eller latiniserede og fylder sine vers med alt for mange mytologiske "Anspielungen", kan ikke hindre os i at beundre hans poetiske kraft og flugt, undertiden også ynde og fine følelse. Mindst heldig er ham som epiker (den ufuldendte Franciade); derimod er hans oder, sonetter og chansons (f.eks. den berømte Mignonne, allons voir) rige på skønheder.
Ved Karl 9.s hof levede Ronsard næsten uafbrudt; senere trak han sig tilbage til en landejendom. Han havde fået adskillige gejstlige indtægter tildelt, men præst var han dog ikke. Selv udgav Ronsard i levende live adskillige digtsamlinger (nu sjældne), og efter hans død udgaves hans værker mange gange, dvs. til omtr. 1630; men da var også hans berømmelse ude, og det varer 200 år, før han på ny fremdrages og hyldes, — det er Sainte-Beuve, man har at takke herfor. De er siden ofte udkommet, dels i udvalg (ved Sainte-Beuve 1828, ved P. Lacroix 1840, ved Noël 1862, ved Becq de Fouquières 1873), dels fuldstændige: ved Blanchemain (8 bind, 1857—67) og ved Marty-Laveaux (6 bind, 1889—93, som del af den store udgave af Plejadens værker, og atter 1914—19.